# اولین ونبل
اولین ونبل (انگلیسی: Evelyn Venable؛ ۱۸ اکتبر ۱۹۱۳ – ۱۵ نوامبر ۱۹۹۳) یک هنرپیشه اهل ایالات متحده آمریکا بود. او علاوه بر بازی در حدود دوجین فیلم در دهه‌های ۱۹۳۰ و ۱۹۴۰ میلادی، صداپیشه و مدل پری آبی در فیلم پینوکیو (۱۹۴۰) محصول والت دیزنی نیز بود.
از فیلم‌ها یا برنامه‌های تلویزیونی که وی در آن نقش داشته است می‌توان به پینوکیو اشاره کرد.